# USS Forrest Sherman (DDG-98)
USS Forrest Sherman (DDG-98) — 48-й эскадренный миноносец из серии запланированных к 13 сентября 2002 г. 62 эсминцев УРО типа «Арли Бёрк», строительство которых было одобрено Конгрессом США. Корабль назван в честь адмирала ВМС США Форреста Шермана. Вступил в состав ВМС США 28 января 2004 года. Входит в состав Атлантического флота.
В августе 2007 года корабль посетил с дружественным визитом ВМБ Севастополь. 8 августа во время движения эсминца по Севастопольской бухте в 300 м от правого борта самопроизвольно всплыла немецкая 480-килограммовая гальваноударная якорная корабельная мина времён Великой Отечественной войны с мощностью взрывного устройства, равной 50 кг в тротиловом эквиваленте. Мина была благополучно обезврежена совместными действиями водолазов Черноморского флота России и ВМС Украины. В результате действий по обезвреживанию мины американский эсминец не пострадал.